# Boston Marathon 1947
De Boston Marathon 1947 werd gelopen op zaterdag 19 april 1947. Het was de 51e editie van de Boston Marathon. De Zuid-Koreaan Suh Yun-bok kwam als eerste over de streep in 2:25.39.
Het parcours is te kort gebleken. Het had namelijk niet de lengte van 42,195 km, maar 41,1 km.
In totaal finishten er 41 marathonlopers bij deze wedstrijd. Aan deze wedstrijd mochten geen vrouwen deelnemen.

## Uitslag
| rang   | naam                 | land | tijd    |
| ------ | -------------------- | ---- | ------- |
| Goud   | Suh Yun-bok          | KOR  | 2:25.39 |
| Zilver | Mikko Hietanen       | FIN  | 2:29.39 |
| Brons  | Ted Vogel            | USA  | 2:30.10 |
| 4      | Gérard Côté          | CAN  | 2:32.11 |
| 5      | Albert Morton        | CAN  | 2:33.08 |
| 6      | Athanasios Ragazos   | GRE  | 2:35.34 |
| 7      | Sevki Koru           | TUR  | 2:37.50 |
| 8      | Emilio David Mazzeo  | USA  | 2:38.03 |
| 9      | Väinö Muinonen       | FIN  | 2:38.59 |
| 10     | Stylianos Kyriakides | GRE  | 2:39.13 |

1897 ·
1898 ·
1899 ·
1900 ·
1901 ·
1902 ·
1903 ·
1904 ·
1905 ·
1906 ·
1907 ·
1908 ·
1909 ·
1910 ·
1911 ·
1912 ·
1913 ·
1914 ·
1915 ·
1916 ·
1917 ·
1918 ·
1919 ·
1920 ·
1921 ·
1922 ·
1923 ·
1924 ·
1925 ·
1926 ·
1927 ·
1928 ·
1929 ·
1930 ·
1931 ·
1932 ·
1933 ·
1934 ·
1935 ·
1936 ·
1937 ·
1938 ·
1939 ·
1940 ·
1941 ·
1942 ·
1943 ·
1944 ·
1945 ·
1946 ·
1947 ·
1948 ·
1949 ·
1950 ·
1951 ·
1952 ·
1953 ·
1954 ·
1955 ·
1956 ·
1957 ·
1958 ·
1959 ·
1960 ·
1961 ·
1962 ·
1963 ·
1964 ·
1965 ·
1966 ·
1967 ·
1968 ·
1969 ·
1970 ·
1971 ·
1972 ·
1973 ·
1974 ·
1975 ·
1976 ·
1977 ·
1978 ·
1979 ·
1980 ·
1981 ·
1982 ·
1983 ·
1984 ·
1985 ·
1986 ·
1987 ·
1988 ·
1989 ·
1990 ·
1991 ·
1992 ·
1993 ·
1994 ·
1995 ·
1996 ·
1997 ·
1998 ·
1999 ·
2000 ·
2001 ·
2002 ·
2003 ·
2004 ·
2005 ·
2006 ·
2007 ·
2008 ·
2009 ·
2010 ·
2011 ·
2012 ·
2013 ·
2014 ·
2015 ·
2016 ·
2017 ·
2018 ·
2019 ·
2020 ·
2021 ·
2022